# Thornham, Greater Manchester
Thornham är en ort i distriktet Oldham, i grevskapet Greater Manchester, i England. Thornham var en civil parish från 1866 till 1894 då den blev en del av Royton, Castleton by Rochdale och Middleton. Denna civil parish hade 1 895 invånare år 1891.